# Esercito di liberazione ucraino
L'Esercito di liberazione ucraino (in ucraino Українське Визвольне Військо, "УВВ"?, Ukrayins'ke Vyzvol'ne Viys'ko, "UVV") fu formato in seno all'esercito tedesco (Wehrmacht) nel 1943 per raccogliere le residue unità di volontari ucraini che ancora appoggiavano le forze dell'Asse durante la seconda guerra mondiale. Esso era composto da ucraini volontari, ex-prigionieri di guerra sovietici, e volontari di minoranze nazionali (tatari di Crimea, cosacchi, tedeschi del Volga).
Guidata dal generale ucraino Mykhajilo Omelianovych-Pavlenko, l'unità crebbe alle dimensioni di 50.000 dal 1944 con un picco di circa 80.000 verso la fine della guerra. L'esercito è stato composto per lo più di unità raccogliticce sparse in tutta Europa. Nel 1945, i resti dell'UVV vennero aggregati all'Esercito Nazionale Ucraino del generale Pavlo Shandruk.

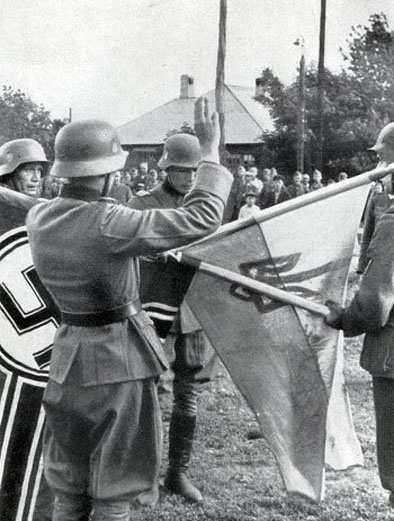
Giuramento a Adolf Hitler.